# Johann Deisenhofer
Johann Deisenhofer (ur. 30 września 1943 w Zusamaltheim) – niemiecki biochemik i biofizyk, laureat Nagrody Nobla.

## Życiorys
Jego rodzice, Thekla i Johann, prowadzili gospodarstwo rolne. Zgodnie ze zwyczajem Johann Deisenhofer jako ich najstarszy syn powinien je przejąć. Jego rodzice, widząc brak zainteresowania rolnictwem u syna, zdecydowali się na wysłanie go do szkoły w Donauwörth, a następnie w Augsburgu. W 1963 roku zdał maturę i uzyskał stypendium, pozwalające mu podjąć studia uniwersyteckie. 
Studia na wydziale fizyki Uniwersytetu technicznego w Monachium (TUM), rozpoczął jesienią 1965 po 18-miesięcznej służbie w Bundeswehrze. Fizykę wybrał ze względu na zainteresowania, związane głównie z astronomią. W trakcie studiów w większym stopniu zainteresowała go m.in. fizyka ciała stałego. Po uzyskaniu stopnia doktora na TUM, rozpoczął staż w Instytucie Maxa Plancka w Martinsried pod kierownictwem Roberta Hubera. Pracował w grupie badawczej, zajmującej się głównie rozwiązywaniem struktur białek za pomocą technik rentgenostrukturalnych.
W 1988 roku otrzymał, wraz z Robertem Huberem i Hartmutem Michelem, nagrodę Nobla w dziedzinie chemii za wyznaczenie trójwymiarowej struktury centrum reakcji fotosyntezy u bakterii.